# Pteroglossa
Pteroglossa é um género botânico pertencente à família das orquídeas (Orchidaceae). Foi proposto por Friedrich Richard Rudolf Schlechter em Beihefte zum Botanischen Centralblatt 37(2): 450, em 1920, tipificado pela Pteroglossa macrantha (Rchb.f.) Schltr., primeiro descrita como Spiranthes macrantha Rchb.f., em 1847.  O nome vem do grego pteron, asa, e glossa, língua, em referência aos proeminentes lobos laterais do labelo das flores de algumas das espécies originalmente submetidas a este gênero.
São cerca de dez espécies de ervas terrestres de raízes carnosas, que habitam climas diversos, cerrado, campos arenosos e rochosos, ou então sobre humus em florestas úmidas; existem em duas regiões distintas, do sul do México até o Peru e Venezuela, e em diversos estados brasileiros do sudeste e centro-oeste, chegando ao Paraguay, Argentina e Bolívia, do nível do mar até 2700 metros de altitude.
A descrição original do gênero, por Schlechter, mencionava suas flores excepcionalmente grandes, alvacentas, um tanto esverdeadas e pubérulas por fora, com centro do labelo amarelado. Este até acima do meio linear, então bruscamente bialado e, acima desses lobos ou asas, com o lobo ou parte mediana acuminada. Atualmente a descrição foi alterada pois a descrição de novas espécies intermediárias demonstrou que Pteroglossa e Eltroplectris são dois gêneros muito próximos, entretanto, sua exata delimitação ainda encontra-se em discussão.
Para se reconhecer as Pteroglossa diversas características necessitam de observação: pelo menos três folhas basais, comum muitas, de pecíolos curtos e largos, frequentemente pintadas de branco ou com veias e margens púrpura, formando uma roseta, excepcionalmente ausentes ou murchando durante a floração; inflorescência ereta; flores vistosas, vagamente tubulares, dotadas de calcar, bem abertas pelo menos na porção terminal; clinândrio conspícuo, côncavo, cujas margens cobrem a porção basal da antera; e estigma paralelo ou formando um ângulo de menos de trinta graus com o plano principal da coluna.
Seguimos acima a opinião de Pridgeon et al.. Segundo Szlachetko, cuja definição baseia-se também em detalhes do calcar, algumas das espécies pertenceriam a outros gêneros, notadamente Eltroplectris e Ochyrella, este último criado recentemente por ele para acomodar a Pteroglossa lurida (M.N.Correa) Garay, aqui tratado como sinônimo de Pteroglossa. Duas das espécies brasileiras freqüentemente são designadas como Eltroplectris, P. roseoalba e P. travassosii.
Vale ainda dizer que Hoehne considerava outras duas espécies brasileiras, P. euphebia  e P. glazioviana, diferentes o suficiente para serem classificadas em gênero separado, por ele proposto, Cogniauxiocharis (Schltr.) Hoehne, do qual tratamos ao discutir Pelexia.
Hoehne também menciona a possível ocorrência da argentina Pteroglossa regia (Kraenzl.) Schltr. no Brasil. Até o momento não há comprovação dessa ocorrência.

## Espécies
1. Pteroglossa euphlebia (Rchb.f.) Garay, Bot. Mus. Leafl. 28: 350 (1980 publ. 1982).
2. Pteroglossa glazioviana (Cogn.) Garay, Bot. Mus. Leafl. 28: 350 (1980 publ. 1982).
3. Pteroglossa hilariana (Cogn.) Garay, Bot. Mus. Leafl. 28: 350 (1980 publ. 1982).
4. Pteroglossa lurida (M.N.Correa) Garay, Bot. Mus. Leafl. 28: 350 (1980 publ. 1982).
5. Pteroglossa luteola Garay, Bot. Mus. Leafl. 28: 288 (1980 publ. 1982).
6. Pteroglossa macrantha (Rchb.f.) Schltr., Beih. Bot. Centralbl. 37(2): 450 (1920).
7. Pteroglossa magnifica Szlach., Orchidee (Hamburg), Suppl. 3: 49 (1996).
8. Pteroglossa regia (Kraenzl.) Schltr., Beih. Bot. Centralbl. 37(2): 451 (1920).
9. Pteroglossa rhombipetala Garay, Bot. Mus. Leafl. 28: 289 (1980 publ. 1982).
10. Pteroglossa roseoalba (Rchb.f.) Salazar & M.W.Chase, Lindleyana 17: 176 (2002).